# Vito e gli altri
Vito e gli altri è un film del 1991 diretto da Antonio Capuano.
Si tratta del primo film di Capuano, anche autore del soggetto e della sceneggiatura.. È interpretato da attori non professionisti e segna l'esordio al cinema dell'attrice Rosaria De Cicco.

## Trama
Durante una notte di Capodanno un uomo improvvisamente impazzito senza nessuna ragione massacra la sua famiglia uccidendo la moglie e uno dei suoi due figli e risparmiando l'altro, il dodicenne Vito, che viene affidato ad una zia e al marito di questa, un fabbricante di fuochi d'artificio.
Per tirare avanti la zia è costretta a spacciare droga servendosi della propria figlia e di Vito, che viene lasciato crescere senza alcuna guida. Vito vive nella strada cominciando la sua personale discesa nella degradazione morale e sociale: furti, scippi, spaccio di droga, rapine, prostituzione. Comincia a frequentare le carceri dove affina il suo carattere criminale confrontandosi con i suoi compagni di pena che stanno compiendo lo stesso suo percorso che lo porterà a diventare sicario della camorra.

## Riconoscimenti
- 1991 - Mostra internazionale d'arte cinematografica di Venezia
  - Premio Settimana internazionale della critica
- 1992 - Nastro d'argento
  - Miglior regista esordiente a Antonio Capuano